# Марко Корнес
Марко Корнес (ісп. Marco Cornez, 15 жовтня 1958, Сантьяго — 21 травня 2022) — чилійський футболіст, що грав на позиції воротаря.
Виступав, зокрема, за клуби «Палестіно» та «Універсідад Католіка», а також національну збірну Чилі.

## Клубна кар'єра
У дорослому футболі дебютував 1975 року виступами за команду «Палестіно», в якій з невеликими перевами на гру за клуби «Депортес Лінарес» та «Депортес Магальянес» грав до 1983 року і виграв чемпіонат Чилі в 1978 році.
Своєю грою за останню команду привернув увагу представників тренерського штабу клубу «Універсідад Католіка», до складу якого приєднався 1984 року. Відіграв за команду із Сантьяго шість сезонів своєї ігрової кар'єри. Команда виграла чемпіонат Чилі в 1984 і 1987 роках.
Згодом протягом 1991—1997 років захищав кольори клубів «Депортес Антофагаста», «Рехіональ Атакама», «Евертон» (Вінья-дель-Мар), «Депортес Ікіке» та «Кокімбо Унідо», а завершив ігрову кар'єру у рідній команді «Палестіно» 1997 року.

## Виступи за збірну
1982 року у складі національної збірної Чилі поїхав як резервний голкіпер на чемпіонат світу 1982 року в Іспанії, де не зіграв жодного матчу. А дебютував у збірній Корнес лише за рік, 19 липня 1983 року в товариському матчі з Болівією, гра закінчилася з рахунком 2: 1 на користь Чилі. Того ж року він взяв участь в Кубку Америки 1983 року. На цьому турнірі Корнес зіграв в матчі з Уругваєм. За два роки він вдруге взяв участь у розіграші Кубка Америки 1987 року в Аргентині, де Чилі посіла друге місце, поступившись лише Уругваю. На турнірі Корнес був запасним і не зіграв жодного матчу.
У 1989 році він взяв участь в Кубку Америки в Бразилії. На турнірі Корнес зіграв у двох матчах — з Болівією і Еквадором, але збірна не подолала груповий етап.
Згодом Марко був у складі команди і на наступних розіграшах Кубка Америки 1991 року у Чилі, на якому команда здобула бронзові нагороди, та Кубка Америки 1995 року в Уругваї, але на обох турнірах не провів жодної гри.
Востаннє Корнес зіграв за збірну 28 травня 1995 року в Кубку Канади проти країни-господині, матч закінчився з рахунком 2:1 на користь Чилі, яка і виграла турнір, перемігши перед цим Північну Ірландію з аналогічним рахунком. Загалом протягом кар'єри у національній команді, яка тривала 14 років, провів у її формі 22 матчі.

## Титули і досягнення
- Чемпіон Чилі (3):

«Палестіно»: 1978
«Універсідад Католіка»: 1984, 1987
- Срібний призер Кубка Америки: 1987
- Бронзовий призер Кубка Америки: 1991

## Подальше життя
Марко Корнес був особистим тренером чилійської футболістки Крістіани Ендлер, саме він з урахуванням її зросту порадив їй спробувати себе в амплуа воротаря. Також протягом декількох років з 2008 по 2014 рік він працював технічним директором і тренером воротарів клубу «Лота Швагер».